# Buon Sangue Live
Buon Sangue Live è il primo DVD di Jovanotti. Contiene la registrazione del concerto tenutosi a Milano il 25 novembre 2005, parte del tour promozionale dell'album Buon sangue.

## Tracce
1. Mani in alto & Il rap & Attaccami la spina
2. Go Jovanotti Go
3. Vai con un po' di violenza
4. Questa è la mia casa
5. Buon Sangue
6. Mi disordino
7. Io no
8. (Tanto)³
9. Non m'annoio
10. Bruto
11. Muoviti muoviti
12. Una tribù che balla
13. Falla girare
14. L'ombelico del mondo
15. Una storia d'amore
16. Salvami
17. Il mio nome è mai più
18. La linea d'ombra
19. Mi fido di te
20. Per me & Serenata Rap
21. Piove
22. Io ti cercherò
23. Gente della notte
24. Walk on the wild side
25. Gimme five
26. New York New York
27. La valigia
28. Bella
29. Ragazzo fortunato
30. Penso positivo
31. Coraggio
32. Ciao mamma (Traccia Extra)

## Musicisti
- Jovanotti - voce
- Saturnino - basso
- Riccardo Onori - chitarra
- Frank Santarnecchi - pianoforte, tastiere, organo Hammond, Fender Rhodes
- Christian "Noochie" Rigano - tastiere, sintetizzatore
- Mylious Johnson - batteria
- Ernesttico Rodriguez - percussioni